# Shūto Kammera
Shūto Kammera (japanisch 上米良 柊人 Kammera Shūto; * 2. Juli 1996 in Sagamihara) ist ein japanischer Fußballspieler.

## Karriere
Kammera erlernte das Fußballspielen in der Schulmannschaft der Shonan Institute of Technology High School und der Universitätsmannschaft der Niigata University of Health and Welfare. Seinen ersten Vertrag unterschrieb er 2019 beim SC Sagamihara. Der Verein aus Sagamihara, einer Großstadt in der Präfektur Kanagawa auf Honshū, der Hauptinsel von Japan, spielte in der dritten japanischen Liga, der J3 League. 2020 wurde er mit dem Verein Vizemeister der Liga und stieg somit in die zweite Liga auf. Für Sagamihara absolvierte er 37 Spiele. Nach dem Aufstieg verließ er den Verein und schloss sich im Oktober 2020 dem Drittligisten AC Nagano Parceiro aus Nagano an. Im Februar 2022 hat er diesen nach 20 Spielen und 3 Toren verlassen. Bis Juli 2022 war er vereinslos. Aktuell steht er beim Fünftligisten BTOP Thank Kuriyama unter Vertrag.